# CJ 4D플렉스
씨제이포디플렉스 주식회사(CJ 4D Plex Co., Ltd.)는 대한민국의 시뮬레이션 장비 제조 회사로, CJ그룹 계열 씨제이씨지브이 주식회사의 자회사이다. 주식회사 시뮬라인(Simuline Inc.)에서 분할해 설립한 뒤 CJ 계열에 편입된 회사로, 2016년에는 나중에 CJ 계열에 편입된 시뮬라인을 흡수합병했다. 영화관용 4차원 영화 상영 방식인 4DX를 개발해 보유한 회사이다.

## 역사
1996년에 설립된 주식회사 시뮬라인은 군사용 시뮬레이션 장비 제작으로 시작해 이후 산업용 및 오락용 시뮬레이션 장비 제작으로 업무 범위를 넓혔다. 2003년에는 일본 세가 사와 업무협약을 맺고 관련 장비를 납품했는데, 이 과정에서 세가 사는 시뮬라인의 지분을 확보했다.
시뮬라인과 CJ CGV가 영화관용 4차원 영화 상영 방식인 현재의 4DX를 개발한 이후 시뮬라인의 관련 부문이 분사해서 포디플렉스 주식회사가 설립되었다. 포디플렉스는 CJ CGV가 자회사로 인수해 CJ 계열에 편입된 이후 씨제이포디플렉스 주식회사로 사명을 바꾸었다. 이후 2013년에 CJ CGV가 시뮬라인의 경영권을 인수해 CJ 4D플렉스와 동등한 급의 자회사로 편입시켰다.
2016년 10월에는 CJ 4D플렉스가 시뮬라인을 흡수합병하여 원래의 주식회사 시뮬라인 법인은 소멸되었다.